# GPR153
GPR153, G protein-spregnuti receptor 153, je protein koji je kod čoveka kodiran GPR153 genom.

## Literatura
1. ↑  Vassilatis DK, Hohmann JG, Zeng H, Li F, Ranchalis JE, Mortrud MT, Brown A, Rodriguez SS, Weller JR, Wright AC, Bergmann JE, Gaitanaris GA (2003). „The G protein-coupled receptor repertoires of human and mouse”. Proc Natl Acad Sci U S A. 100 (8): 4903—8. PMC 153653 . PMID 12679517. doi:10.1073/pnas.0230374100.
2. ↑  „Entrez Gene: GPR153 G protein-coupled receptor 153”.

## Dodatna literatura
- Strausberg RL; Feingold EA; Grouse LH;  . (2003). „Generation and initial analysis of more than 15,000 full-length human and mouse cDNA sequences.”. Proc. Natl. Acad. Sci. U.S.A. 99 (26): 16899—903. PMC 139241 . PMID 12477932. doi:10.1073/pnas.242603899.
- Gerhard DS; Wagner L; Feingold EA;  . (2004). „The status, quality, and expansion of the NIH full-length cDNA project: the Mammalian Gene Collection (MGC).”. Genome Res. 14 (10B): 2121—7. PMC 528928 . PMID 15489334. doi:10.1101/gr.2596504.
- Gloriam DE, Schiöth HB, Fredriksson R (2005). „Nine new human Rhodopsin family G-protein coupled receptors: identification, sequence characterisation and evolutionary relationship.”. Biochim. Biophys. Acta. 1722 (3): 235—46. PMID 15777626. doi:10.1016/j.bbagen.2004.12.001.
- Gregory SG; Barlow KF; McLay KE;  . (2006). „The DNA sequence and biological annotation of human chromosome 1.”. Nature. 441 (7091): 315—21. PMID 16710414. doi:10.1038/nature04727.